# Grandidierina rubrocaudata
Espèce
Synonymes
- Acontias rubrocaudatus Grandidier, 1869
- Voeltzkowia rubrocaudata (Grandidier, 1869)

Statut de conservation UICN

 LC  : Préoccupation mineure
Grandidierina rubrocaudata est une espèce de sauriens de la famille des Scincidae.

## Répartition
Cette espèce est endémique du Sud-Ouest de Madagascar,. Elle se rencontre dans les régions d'Atsimo-Andrefana et de Menabe entre le niveau de la mer et 690 m d'altitude.

## Description
C'est un animal aveugle, sans oreille et apode (dont les pattes sont atrophiées), une adaptation à son mode de vie fouisseur.

## Publication originale
- Grandidier, 1869 : Descriptions de quelques animaux nouveaux découverts, pendant l'année 1869, sur la côte ouest de Madagascar. Revue et Magazine de Zoologie (Paris), sér. 2, vol. 21, p. 337-342 (texte intégral).